# Pseudophaloe patula
Pseudophaloe patula là một loài bướm đêm thuộc phân họ Arctiinae, họ Erebidae.